# Metalik łuskowany
Metalik łuskowany (Metallura aeneocauda) – gatunek małego ptaka z rodziny kolibrowatych (Trochilidae). Występuje endemicznie na wschodnich stokach Andów w zachodniej części Ameryki Południowej – w południowym Peru oraz północno-zachodniej i środkowej Boliwii. W Czerwonej księdze gatunków zagrożonych IUCN klasyfikowany jest jako gatunek najmniejszej troski (LC, ang. Least Concern).

## Systematyka
Gatunek ten po raz pierwszy zgodnie z zasadami nazewnictwa binominalnego opisał angielski przyrodnik John Gould w 1846 roku na łamach „Proceedings of the Zoological Society of London”. Autor nadał gatunkowi nazwę Trochilus (—?) aeneocauda, a jako miejsce typowe podał Boliwię.
Uważa się, że metalik łuskowany jest blisko spokrewniony z metalikiem zielonawym (M. williami), metalikiem purpurowogardłym (M. odomae), metalikiem czerwonogardłym (M. eupogon), metalikiem fioletowogardłym (M. baroni) i metalikiem miedzianym (M. theresiae).
Obecnie wyróżnia się dwa podgatunki Metallura aeneocauda:
- M. a. aeneocauda (Gould, 1846) – metalik łuskowany[4]
- M. a. malagae Berlepsch, 1897 – metalik boliwijski[4].

### Etymologia
- Metallura: gr. μεταλλον metallon „metal”; ουρα oura „ogon”[12].
- aeneocauda: łac. aeneus – „brązowy”, łac. -cauda – „ogon”[13].

## Morfologia
Mały koliber o średniej długości czarnym, prostym dziobie. Nogi i stopy czarne lub czarnobrązowe. Występuje niewielki dymorfizm płciowy. Samiec podgatunku nominatywnego ma górne części ciała butelkowozielone, dolne z łuskowatymi brązowymi brzegami piór. Za okiem niewielka biała plamka. Na podgardlu i gardle opalizujący zielony śliniak. Ogon lekko rozwidlony, w górnej części opalizujący niebiesko i brązowozielono, a w dolnej na zielono. Samica jest podobna do samca. Ma bardziej łuskowane dolne części ciała, śliniak niekompletny i zewnętrzne końcówki sterówek z bladymi końcami. Młode osobniki są podobne do samic. Podgatunek M. a. malagae ma nieco dłuższy dziób i inaczej ubarwiony ogon: brązowo-czerwony w górnej części i czerwony od spodu. Długość ciała 12–13 cm, masa ciała 5,2–5,4 g.

## Zasięg występowania
Zasięg występowania (EOO, Extent of Occurrence) według szacunków organizacji BirdLife International obejmuje około 149 tys. km². Gatunek ten występuje w zakresie wysokości od 2500 do 3600 m n.p.m. Poszczególne podgatunki zamieszkują:
- M. a. aeneocauda – wschodnie stoki Andów od Cordillera de Vilcabamba w południowo-wschodnim Peru do północno-zachodniej Boliwii (departament La Paz),
- M. a. malagae – w departamencie Cochabamba w środkowej Boliwii[6][14].

## Ekologia i zachowanie
Jego głównym habitatem są krzaczaste polany w lasach mglistych i ich obrzeża, a także skaliste zbocza porośnięte niskimi krzewami. Dieta tego gatunku składa się głównie z nektaru roślin z rodzajów Berberis, Brachyotum, Centropogon, Gentiana i Ribes, oraz owadów. Długość pokolenia jest określana na 4,2 roku.

### Rozmnażanie
Okres lęgowy nie jest dokładnie określony. W 1999 roku autorzy Handbook of the Birds of the World podawali, że ptaki z powiększonymi gonadami odłowiono w maju i czerwcu, a w lęgu znajdują się 2 białe jaja, których wysiadywaniem zajmuje się tylko samica.

## Status
W Czerwonej księdze gatunków zagrożonych IUCN metalik łuskowany jest klasyfikowany jako gatunek najmniejszej troski (LC, ang. Least Concern). Liczebność populacji nie jest oszacowana, ale gatunek ten opisywany jest jako dosyć pospolity. Trend liczebności populacji uznawany jest za spadkowy ze względu na wypalanie przez ludzi jego naturalnego habitatu w celu pozyskania terenów pod pastwiska dla bydła.